# Норвезька національна опера і балет
59°54′25″ пн. ш. 10°45′13″ сх. д. / 59.906944444444° пн. ш. 10.753611111111° сх. д.
Норвезька національна опера і балет (норв. Den Norske Opera & Ballett) — перша національна компанія опери та балету в Норвегії, базується в Оперному театрі Осло (норв. Operahuset).
Спроби організувати національну оперу мали місце з кінця XIX століття, у 1917 року театр планував збудувати судновласник Крістіан Ганневіґ, проте ці спроби були невдалими. Датою заснування опери вважається 1957 рік, коли було здійснено першу постановку. Першим керівником норвезької опери була відома норвезька сопрано Крістін Флаґстад.
Початково опера базувалася у приміщенні Національного театру. 12 квітня 2008 року було відкрито нове приміщення національної опери — Operahuset. Будинок площею 38 500 м², розрахований загалом на 1750 глядачів, 2009 року був визнаний найкращою сучасною будівлею Європи. Серед солісток театру — українська співачка Оксана Мирончук (з 2009).